# センコロール
『センコロール』（Cencoroll）は、宇木敦哉が制作したアニメーション映画である。動画革命東京の支援を受けて制作され、2009年8月22日に公開された。平成21年度第13回文化庁メディア芸術祭アニメーション部門審査委員会推薦作品短編部門に選ばれた。
続編となる『センコロール2』と合わせて『センコロール コネクト』として2019年6月29日より上映された。

## ストーリー
街中に突如として現れた巨大生物を狙う少年・テツは、ふとしたことから同級生のユキに自身の秘密――センコの存在を知られてしまう。センコの変身能力に興味津々のユキは「口止め料」として、車に変身したセンコに乗せてもらうことに。そこへ現れたのは、モンスターを従えた少年・シュウ。テツとシュウの戦いに巻き込まれたユキは、図らずも二人のモンスター争奪戦に深入りすることになる。

## 制作
『センコロール』は2006年の動画革命東京第1次支援候補作に選出された。当初のタイトルは『Untitle』であった。原画や動画、仕上げ、背景（一部は外注）、動画の取り込みはすべて宇木の手によるものである。2007年には『ショートDEアニメ魂』の中でプロデューサーのインタビュー映像が放送されている。
本作の舞台は北海道札幌市がモデルとなっており、札幌の市街地などが登場する。同作は自身の漫画作品『アモン・ゲーム』を元にして制作されている。

## 登場人物
テツ / アマミヤ テツ
声 - 下野紘
センコを飼う高校生。いつも落ち着いており、やる気がないように見える。
街に現れた巨大な「怪獣」を狙うが、事はシュウとの争いに発展する。
センコ
テツが連れる謎の白い生物。食べたものの形に変身できる。
意思はあるようだが、大抵はテツの指示に従う。
ユキ
声 - 花澤香菜
テツと同じ高校に通う女子生徒。好奇心が強く物怖じせず、「怪獣」にも興味を示す。
センコを偶然目撃してテツと知り合うが、争いに巻き込まれてシュウに誘拐される。
シュウ
声 - 木村良平
センコのような生物を飼う少年。ユキを連れたテツとセンコの前に現れる。
第三の巨大生物の「飼い主」であり、センコの変身能力を狙ってテツと争う。
カニ（仮称）
シュウが連れる、円盤状の体に触手のような四足をもつ生物。作中での名前はない。
姿を消す能力を持つ。運動能力も高く、口の中にシュウを収めて街中を移動する。
マメタン（仮称）
街の上空に出現した巨大な白い生物。作中での名前はない。他の「怪獣」を誘い出すためにシュウが連れてきたもの。
ブラックホールのような穴を通じてその巨体を転移させる能力と体内に取り込みつながった他の「怪獣」の能力を使用する能力をもつ。
ケイ
声 - 森谷里美
毎朝一緒にバスで登校しているユキの友人。「怪獣」にはさほど興味がない様子。しっかり者でユキをフォローすることが多い。

## スタッフ
- 監督・脚本・作画 - 宇木敦哉
- シナリオ・スーパーバイザー - 山下卓
- 音楽 - ryo（supercell）
- 音響監督 - 岩浪美和
- エグゼクティブプロデューサー - 竹内宏彰、岩上敦宏
- プロデューサー - 清家希、南成江
- 制作 - シンク
- 製作 - アニプレックス、動画革命東京

## 主題歌
- 「LOVE & ROLL」  - supercell（作詞作曲編曲 ryo、歌 nagi）、シングルCD「君の知らない物語」収録

## 上映
『センコロール』は2009年7月28日にカナダのファンタジア映画祭で英語字幕付きでワールドプレミア上映された。日本では、2009年8月22日に東京のテアトルダイヤと大阪のテアトル梅田でそれぞれ上映された。アメリカ合衆国では2009年9月25日にニューヨーク・アニメ・フェスティバルで英語字幕付きで公開された。

## 評価
『センコロール』への批評には様々なものがある。レビュアーの間では『センコロール』が多くの慣例を打ち破ったものであることについては認められているものの、全てが良い評価であるというわけではない。Anime News Network（ANN）は「視覚的な発明」であり、「生で直接的な感覚」と賞賛した。ANNのレビューは非常に肯定的なもので、『センコロール』を「メディアとジャンル両方へのありとあらゆる期待」であると記述している。Anime Dietはより穏やかなアプローチをとっており、『センコロール』を「味気ない」キャラクターデザインではあるが、素晴らしい表情、「信じがたく型破り」なシーンの選択と遠近法が特徴であるとしている。全体として、Anime Dietは『センコロール』のコンセプトは賞賛しているものの、「デザインセンスの欠如と首を傾げたくなるような編集」を嘆いている。

## 受賞
- 第4回札幌国際短編映画祭（2009年）最優秀北海道作品賞[8]
- 文化庁メディア芸術祭審査委員会推薦作品アニメーション部門／短編　平成21年度（第13回）